# 제왕 건
제왕 건(齊王 建, ? ~ ? 재위: 기원전 265년 ~ 기원전 221년)은 중국 전국 시대 제나라의 마지막 왕으로, 성은 규(嬀), 씨는 전(田)이다. 양왕의 아들로, 왕조가 멸망하여 시호가 없다.
사후 후손인 왕망이 신나라의 황제로 등극하자 전건을 세조(世祖)로 추존하였다.

## 행적
제왕 건 45년(기원전 221), 진나라 왕 정이 제나라를 공격하였다. 건은 싸우지 않고 항복하였고, 이로써 진나라는 전국을 통일하였다. 건은 공(共) 땅으로 유배되었다.

## 둘러보기
| 전임 제 양왕 | 제8대 제나라 (전제) 국왕 기원전 265년 ~ 기원전 221년 | 후임 - (왕조 멸망) |

1. ↑  《漢書卷·九十九下》：九廟：一曰黃帝太初祖廟，二曰帝虞始祖昭廟，三曰陳胡王統祖穆廟，四曰齊敬王世祖昭廟，五曰濟北愍王王祖穆廟，凡五廟不墮云；六曰濟南伯王尊禰昭廟，七曰元城孺王尊禰穆廟，八曰陽平頃王戚禰昭廟，九曰新都顯王戚禰穆廟。